# کاظم تهرانچی
کاظم تهرانچی بازیگر و دوبلور سینما اهل ایران بود.
کاظم تهرانچی که از سال ۱۳۳۵ تا ۱۳۴۸ در دوبله فعالیت داشته‌است، گویندگی را با فیلم‌های دوبله شده ایرج دوستدار، بهشتی و خطیبی با گفتن نقش‌های سوم و چهارم آغاز کرده‌ است و در کنار دوبله در حرفه بازیگری نیز فعال بوده و در نمایش‌های سعادت و مرجان و فیلم عمر دوباره ایفای نقش کرده‌ است.

## بخشی از فیلمشناسی
از فیلم‌ها یا برنامه‌های تلویزیونی که وی در آن نقش داشته‌است می‌توان به آثار زیر اشاره کرد.
- زن و زمین/خوش غیرت (۱۳۵۷)
- هم‌کلاس (۱۳۵۶)
- پسرک (۱۳۵۵)
- خانه خراب (۱۳۵۴)
- فراشباشی (۱۳۵۴)
- استوار و پاسبان (۱۳۵۱)
- اعجوبه‌ها (۱۳۵۱)
- جهنم + من (۱۳۵۱)
- صمد و فولاد زره دیو (۱۳۵۱)
- فاتح دل‌ها (۱۳۵۱)
- کاکل زری (۱۳۵۱)
- شب اعلام (۱۳۴۹)
- بابا کوهی (۱۳۴۸)
- شهرآشوب (۱۳۴۸)
- ستاره‌ای چشمک زد (۱۳۴۲)
- دو عروس برای سه برادر (۱۳۳۸)